# Villes jumelles
Ne doit pas être confondu avec Jumelage.

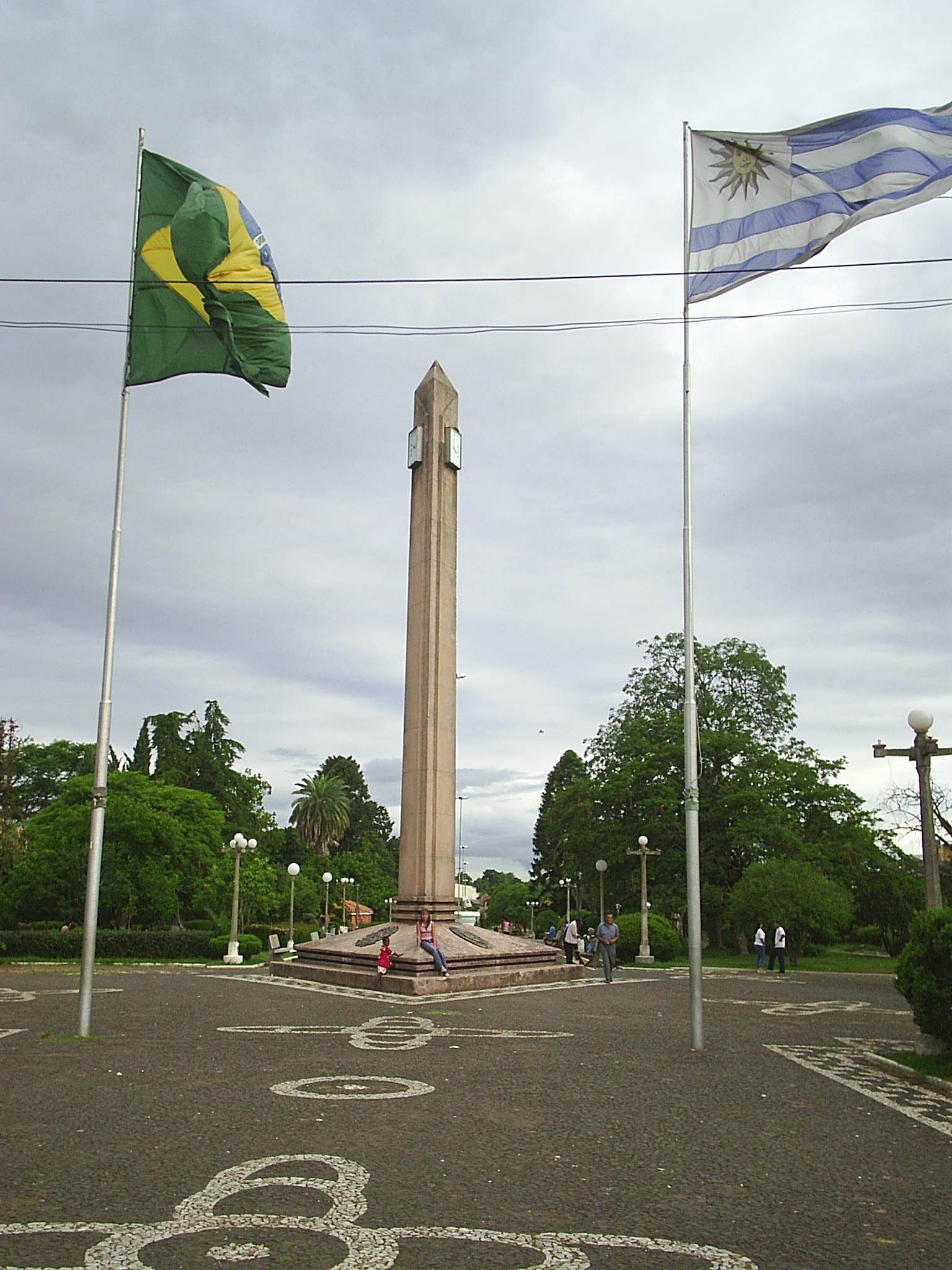
Villes jumelles de Livramento au Brésil à gauche et Rivera en Uruguay à droite.

Des villes jumelles sont deux villes construites à proximité l'une de l'autre qui, en se développant, ont formé une même unité urbaine. On parle d'agglomération transfrontalière lorsque chacune des deux villes sont situées de part et d'autre d'une frontière.
Minneapolis et Saint Paul aux États-Unis, Hyderabad et Secunderabad en Inde sont des exemples de villes jumelles.
Parfois, les villes jumelles finissent par fusionner pour ne former qu'une seule et même ville : c'est le cas de Buda et Pest, qui ont formé Budapest en Hongrie, ou Clermont et Montferrand, qui ont formé Clermont-Ferrand en France.

## Afrique
- Rabat et Salé
- Fès et Meknès

## Asie
- Saïgon et Cholon
- Hyderabad et Secunderabad
- Si Thep et Khao Klang Nok

## Amérique du Nord
- Minneapolis-Saint Paul
- Calexico et Mexicali
- San Diego (États-Unis) et Tijuana (Mexique)
- El Paso (États-Unis) et Ciudad Juárez (Mexique)
- Kitchener et Waterloo (Ontario, Canada)
- Halifax et Dartmouth (Nouvelle-Écosse, Canada)

## Europe
- Clermont et Montferrand
- Athènes et Le Pirée
- Buda et Pest
- Santa Cruz de Tenerife et San Cristóbal de La Laguna
- Knokke et Heist
- Bielsko et Biała
- Lyon et Villeurbanne, France